# Liste der olympischen Bobbahnen
Diese Liste verzeichnet alle Bobbahnen bei den Olympischen Winterspielen.
Aufgrund der Entwicklungen im Wettkampfprogramm der Spiele enthält die Liste auch Verweise auf die Wettbewerbe im Rennrodeln und Skeleton. Die olympischen Wettkämpfe im Rennrodeln wurden von 1964 bis 1972 noch auf eigenen Bahnen ausgetragen und sind nicht in die Liste integriert. Bei den Olympischen Winterspielen 1960 in Squaw Valley wurden keine Wettbewerbe im Bobsport ausgetragen.
| Spiele | Gastgeber              | Bahn                                              | Wettkämpfe | Status  | Stilllegung | Anmerkungen |
| ------ | ---------------------- | ------------------------------------------------- | ---------- | ------- | ----------- | --- |
| 1924   | Chamonix               | Piste de bobsleigh des Pélerins                   |            | inaktiv | 1950        | |
| 1928   | St. Moritz             | Olympia Bob Run St. Moritz–Celerina               |            | aktiv   |             | Natureisbahn: Wird zu Beginn jeder Wintersaison seit 1904 neu gebaut. Zuletzt Austragungsort der Bob- und Skeleton-Weltmeisterschaften 2023. |
| 1932   | Lake Placid            | Olympia-Bobbahn Mount Van Hoevenberg              |            | aktiv   |             | 1932 noch als Natureisbahn, seitdem mehrfach verändert.                                                                                      |
| 1936   | Garmisch-Partenkirchen | Olympia-Bobbahn Rießersee                         |            | inaktiv | 1966        | Bauliche Relikte seit 2003 unter Denkmalschutz.                                                                                              |
| 1948   | St. Moritz             | Olympia Bob Run St. Moritz–Celerina               |            | aktiv   |             | Natureisbahn: Wird zu Beginn jeder Wintersaison seit 1904 neu gebaut. Zuletzt Austragungsort der Bob- und Skeleton-Weltmeisterschaften 2023. |
| 1952   | Oslo                   | Korketrekkeren                                    |            | inaktiv | 1952        | Temporäre Strecke ausschließlich für die Olympischen Spiele 1952.                                                                            |
| 1956   | Cortina d’Ampezzo      | Pista olimpica di bob                             |            | inaktiv | 2008        | Renovierung für die Olympischen Winterspiele 2026 geplant.                                                                                   |
| 1964   | Innsbruck              | Olympia Eiskanal Igls                             |            | aktiv   |             | 1964 noch als Kunstbahn mit natürlicher Vereisung.                                                                                           |
| 1968   | Grenoble               | Bobbahn L’Alpe d’Huez                             |            | inaktiv | 1972        | |
| 1972   | Sapporo                | Teine-Bobbahn                                     |            | inaktiv | 2000        | |
| 1976   | Innsbruck              | Olympia Eiskanal Igls                             |            | aktiv   |             | Weiterhin aktiv genutzt: Zuletzt 2021/22 Teil des Bob- und Skeleton-Weltcups sowie des Rennrodel-Weltcups.                                   |
| 1980   | Lake Placid            | Olympia-Bobbahn Mount Van Hoevenberg              |            | aktiv   |             | Weiterhin aktiv genutzt: Zuletzt 2019/20 Teil des Bob- und Skeleton-Weltcups sowie des Rennrodel-Weltcups.                                   |
| 1984   | Sarajevo               | Olympia Bob- und Rodelbahn Trebević               |            | inaktiv | zerstört    | Beschädigt während der Belagerung von Sarajevo in 1992. Renovierung der Anlage geplant, Umsetzung jedoch unwahrscheinlich.                   |
| 1988   | Calgary                | Bob- und Rennschlittenbahn im Canada Olympic Park |            | inaktiv | 2019        | Abriss geplant |
| 1992   | Albertville            | Piste de La Plagne                                |            | aktiv   |             | Weiterhin aktiv genutzt: Zuletzt 2021/22 des Rennrodel-Weltcups der Doppelsitzer der Frauen.                                                 |
| 1994   | Lillehammer            | Olympiske Bob- og Akebane                         |            | aktiv   |             | Weiterhin aktiv genutzt. Zuletzt Rennrodel-Europameisterschaften 2020.                                                                       |
| 1998   | Nagano                 | Spiral                                            |            | inaktiv |             | Nicht mehr aktiv genutzt und gepflegt (Stand 2022).                                                                                          |
| 2002   | Salt Lake City         | Utah Olympic Park Track                           |            | aktiv   |             | Weiterhin aktiv genutzt: Zuletzt 2017/18 Teil des Bob- und Skeleton-Weltcups.                                                                |
| 2006   | Turin                  | Cesana Pariol                                     |            | inaktiv | 2011        | Abriss geplant |
| 2010   | Vancouver              | Whistler Sliding Centre                           |            | aktiv   |             | Weiterhin aktiv genutzt: Zuletzt 2019 Austragungsort der Bob- und Skeleton-Weltmeisterschaften sowie 2018/19 Teil des Rennrodel-Weltcups.    |
| 2014   | Sotschi                | Sliding Center Sanki                              |            | aktiv   |             | Weiterhin aktiv genutzt: Zuletzt 2014/15 Teil des Bob- und Skeleton-Weltcups sowie 2021/22 Teil des Rennrodel-Weltcups.                      |
| 2018   | Pyeongchang            | Olympic Sliding Centre                            |            | aktiv   |             | Nutzung für die Olympischen Jugend-Winterspiele 2024 geplant                                                                                 |
| 2022   | Peking                 | Yanqing National Sliding Center                   |            | aktiv   |             | Weiterhin aktiv genutzt Nutzung im Rahmen des Bob- und Skeleton-Weltcups bis 2028 vorgesehen                                                 |